# Rico Ramos
Rico Ramos est un boxeur américain né le 20 juin 1987 à Pico Rivera, Californie.

## Carrière
Passé professionnel en 2008, il devient champion du monde des super-coqs WBA le 9 juillet 2011 après sa victoire par KO au 7e round contre Akifumi Shimoda. Ramos perd en revanche son combat suivant le 20 janvier 2012 face au cubain Guillermo Rigondeaux à la 6e reprise.